# Anould
Anould é uma comuna francesa na região administrativa de Grande Leste, no departamento de Vosges. Estende-se por uma área de 24,23 km². Em 2010 a comuna tinha 3 431 habitantes (densidade: 141,6 hab./km²).